# Базен, Тома

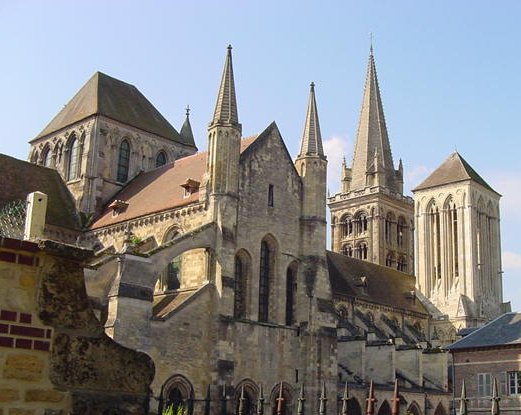
Кафедральный собор Святого Петра в Лизьё, XII—XIII вв.

Тома Базен (фр. Thomas Basin, лат. Thomas Basinus, 1412, Кодбек-ан-Ко — 3 декабря 1491, Утрехт) — французский хронист и клирик из Нормандии, епископ Лизьё, один из летописцев последнего периода Столетней войны и историографов королей Карла VII и Людовика XI, участник процесса реабилитации Жанны д’Арк.

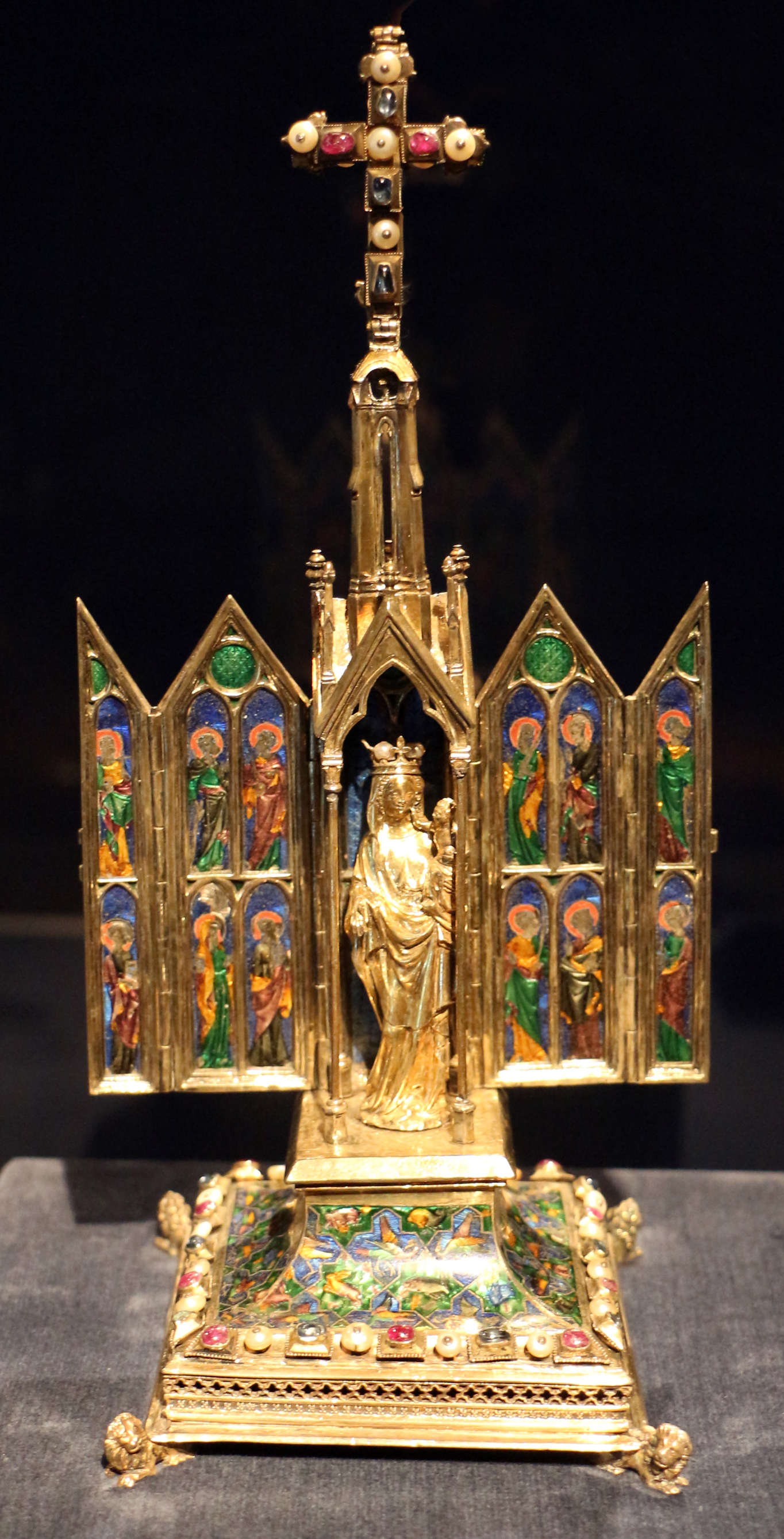
Переносной алтарь Тома Базена. Золото, эмаль, Художественный музей Кливленда

## Биография
Родился около 1412 года в г. Кодбек в Нормандии (совр. департамент Приморская Сена). Выходец из третьего сословия, был одним из девяти детей зажиточного торговца, получившего дворянство от короля Карла VII. Из-за разорения родного города в годы английской оккупации, в детстве много странствовал, проживая в Руане, Верноне, Фалезе, Редоне, Нанте и др. 

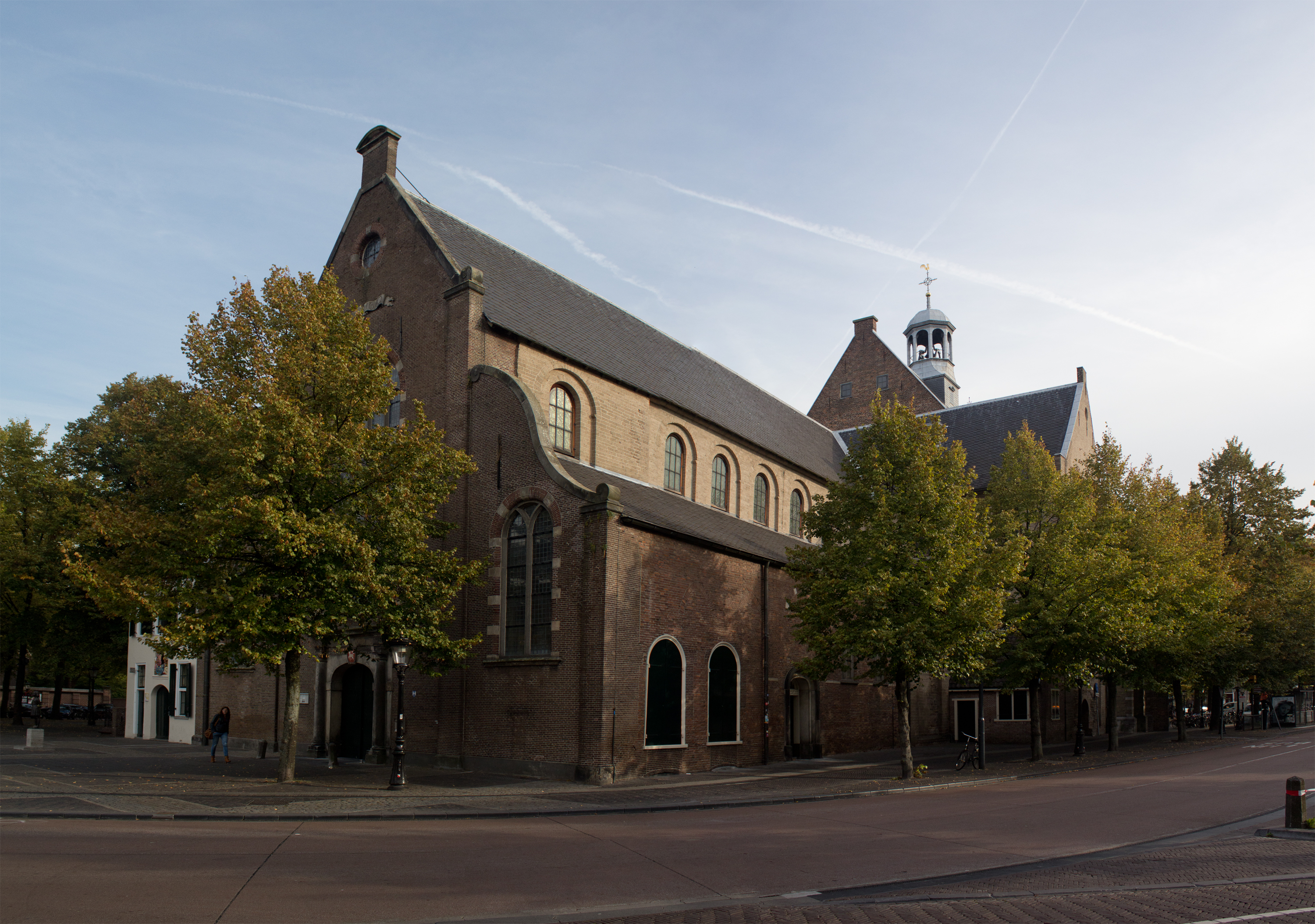
Церковь Янскерк в Утрехте, в которой был похоронен Тома Базен, XI в.

В 1426—1429 годах учился в Парижском университете, получив в 1430 году степень магистра искусств, затем изучал право в университете Лувена и в Колледже Св. Августина в Павии, получив степень доктора канонического права.
В 1437 году в качестве лиценциата канонического права принят был в дом кардинала Бранда да Кастильоне при дворе папы Евгения IV в Болонье. Участвовал вместе с кардиналом и папой в Ферраро-Флорентийском соборе (1438—1439). 21 марта 1439 года стал каноником кафедрального собора в Лизьё. В июле-сентябре того же года побывал в Буде, Вышеграде и Эстергоме, сопровождая посольство кардинала Цезарини в Венгрию, задачи которого осложнила внезапная смерть короля Альбрехта II и последовавшая вслед за ней борьба за престол между Владиславом III и Елизаветой Люксембургской.
В 1440 году возвратился в Нормандию, где назначен был каноником кафедрального собора Руана. В 1441 году приглашён королевским советом Англии на должность профессора права в университете Кана, ректором которого был избран в октябре 1442 года. Тогда же, по протекции епископа Байё Зенона Кастильоне, племянника кардинала Бранда, занял должность генерального викария епархии Байё–Лизьё. 11 октября 1447 года, по рекомендации самого кардинала, поставлен был папой Николаем V епископом Лизьё, сменив на этом посту известного Пьера Кошона. В 1448 году как новый епископ лично
дал клятву верности королю Англии и Франции Генриху VI в Виндзоре.
В период освобождения Карлом VII Нормандии от англичан в 1449—1450 годах первым из местных епископов признал власть французского короля, на выгодных условиях сдав город Лизьё его полководцам Жану де Дюнуа и Пьеру де Брезе, за что получил вскоре должность одного из королевских советников, родственники же его получили дворянство. В 1450—1460 годах регулярно получал от короля пенсию в размере 1 000 ливров в год. 
В 1450 и 1452 годах участвовал в ассамблеях французского духовенства в Шартре и Бурже, утвердивших, вопреки давлению Святого престола, Буржскую Прагматическую Санкцию 1438 года. С 1453 года активно участвовал в процессе реабилитации Жанны д’Арк, собирая, в частности, необходимые для него свидетельства и документы, которые легли в основу отдельного трактата. После смерти Карла VII в 1461 году, принимал участие в коронации его сына и наследника Людовика XI в Реймсе. Оставаясь советником последнего, составил по его просьбе докладную записку о плачевном состоянии разорённого войной народа, предложив меры для его улучшения. Будучи в течение 16 лет советником обоих королей, посетил при этом Париж лишь дважды.
В 1465 году поддержал мятеж «Лиги общественного блага», направленной против объединительной политики Людовика XI, возглавляемой братом последнего Карлом Беррийским и поддержанной графом Шароле, будущим герцогом Бургундии Карлом Смелым. После поражения Лиги и захвата земель епископства Лизьё войсками французского короля, в январе 1466 года бежал в Лувен под защиту епископа Льежского Луи де Бурбона. 
В Перпиньяне исполнял обязанности канцлера Руссильона и Серданьи, а затем посла короля Арагона Фердинанда, в 1468 году находился в Барселоне при дворе Жана Калабрийского, сына герцога Анжуйского Рене Доброго. Некоторое время проживал в различных городах герцогства Бургундского, посетил двор Иоланды Французской, регентши герцогства Савойского. После захвата в 1471 году королевской армией Сен-Кантена бежал в Трир, где в возрасте 60 лет начал составлять свою хронику. 
В 1474 году направился в Рим, где 27 мая официально отказался от своего епископства, получив от папы Сикста IV номинальный титул архиепископа Кесарийского (лат. in partibus). После гибели герцога Карла Смелого в битве при Нанси и ввода королевских войск в Бургундию и Пикардию перебрался сначала в Льеж, затем в Лувен, а в 1481 году в Утрехт, где епископом был его старый друг и однокашник по Лувенскому университету Давид, бастард Бургундский. Окончательно оставив церковные и политические дела и занявшись составлением исторических и богословских трудов, в сентябре 1483 года получил там известие о смерти своего гонителя короля Людовика. Преемник последнего Карл VIII пригласил его возвратиться во Францию, но так и не вернул ему его диоцез.
Умер 3 декабря 1491 года в Утрехте, и был погребён в церкви Святого Иоанна Крестителя (Янскерк), где сохранилась его надгробная плита.

## Сочинения
Основным историческим сочинением Тома Базена являются «Деяния Карла VII и Людовика XI в 12 книгах» (лат. De rebus gestis Caroli VII et Ludovici XI historiarum libri XII), написанные на латыни между 1471 и 1487 годами, и охватывающие события с 1407 по 1484 год. Первые 5 книг хроники посвящены правлению Карла VII, остальные 7 — его сына Людовика XI.
Сочинение это, содержательное в отношении фактов, особенно касательно истории Нормандии, довольно тенденциозно в оценках, поскольку Базен был одним из идеологов феодальной реакции и активным противником централизаторской политики короля Людовика XI. Тем не менее, до недавнего времени именно оно служило одним из основных источников для оценки личности последнего, которую автор изображает преимущественно в чёрных красках, порой искажая реальные события. Впервые во французской средневековой историографии Базен не только проанализировал сущность реформ Людовика, он и дал объективную оценку его церковной политике в общем контексте проводимых монархом преобразований. 
Немалый интерес представляют и первые книги «Деяний Карла», посвящённые событиям завершающего этапа Столетней войны, в частности, описание битвы при Азенкуре (1415). Нидерландский историк культуры Йохан Хёйзинга отмечает неточность Базена в изложении фактов даже истории Жанны д'Арк, в реабилитации которой хронист участвовал лично. В то же время, обращает на себя внимание, что в изложении событий 1429—1431 годов фигура дофина и будущего короля Карла VII фактически отодвигается хронистом на второй план, и весь рассказ его выстраивается вокруг Жанны как главного героя повествования.
В качестве источников для своей истории французских королей Базен использовал материалы «Больших французских хроник», а также сочинения Ангеррана де Монстреле, Жана Жувенеля дез Юрсена, Жоржа Шателена, а также документы церковных и светских архивов. Подробный и обстоятельный исторический труд Базена, обладавшего широким кругозором, немалой эрудицией и аналитическим мышлением, невзирая некоторую необъективность, безусловно отличается не только прагматизмом в объяснении причин исторических событий, но и заметной авторской индивидуальностью, выраженной в яркости характеристик выдающихся персонажей описываемой эпохи, что говорит о влиянии на автора идей итальянских гуманистов.
Хроника Базена сохранилась не менее чем в пяти рукописях, содержащих две её редакции (1484 и 1487 годов) и хранящихся ныне в собраниях Национальной библиотеки Франции (Париж), университетской библиотеки Утрехта и Нижнесаксонской земельной и университетской библиотеки в Гёттингене. Долгое время она ошибочно приписывалась фламандскому хронисту Амельгарду (Amelgard), и лишь исследователями первой половины XIX столетия авторство Тома Базена было окончательно установлено. Впервые хроника была издана в 1855—1859 годах историком Жюлем Этьеном Кишра в Societé de l'Histoire de France по неудовлетворительному списку, и в 1933—1944 годах переиздана архивистом и источниковедом Шарлем Самараном в серии «Классики истории средневековой Франции» (фр. Les classiques de l'histoire de France au moyen age) по авторскому оригиналу.
Немалое значение для историков имеет и богословско-полемический трактат Базена «Рассуждение и рекомендации по поводу процесса и приговора Жанне, именуемой Девой» (лат. Opinio et consilium super processu et condemnatione Johanne, dicte Puelle), специально подготовленный им в 1452 году к процессу по реабилитации Жанны д’Арк, в котором он, помимо указаний на различные факты процессуальных нарушений и подтасовки свидетельских показаний, сравнивает саму Жанну со святыми Маргаритой, Феодорой, Мариной Антиохийской и Ефросинией Александрийской, намекая в написанных позднее «Деяниях Карла VII» на её собственную святость. Фрагменты его опубликованы были в 1845 году Жюлем Кишра в приложениях к его фундаментальному труду «Процесс осуждения и оправдания Жанны д’Арк» (фр. Procès de condamnation et réhabilitation de Jeanne d’Arc).
Около 1461 года написал на французском языке меморандум «Советы королю монсеньора Лизьё» (фр. Advis de monseigneur de Lysieux au roi), впервые опубликованный в Париже  в 1677 году. Перу его принадлежат также трактат «Апология самого себя» (фр. L'Apologie), написанный в 1472 году в Лизьё, латинские сочинения «Паломничество» (лат. Peregrinatio) и «Бревилоквиум» (лат. Breviloquium), написанные в конце 1480-х годов в Утрехте и содержащие автобиографические сведения, а также ряд трудов теологического характера.

## Публикации
- Advis de monseigneur de Lysieux au roi. — Paris, 1677.
- Opinio et consilium super processu et condemnatione Johanne, dicte Puelle (fragm.) // Procès de condamnation et de réhabilitation de Jeanne d'Arc, dite La Pucelle, publiés pour la première fois d’après les manuscrits de la Bibliothèque royale, suivis de tous les documents historiques qu'on a pu réunir, et accompagnés de notes et d'éclaircissements, éditée par Jules Quicherat. — Tome III. — Paris: Jules Renouard et Cie, 1845. — pp. 309–314.
- De rebus gestis Caroli VII et Ludovici XI historiarum libri XII, éditée par J. E. Quicherat, 4 vol. — Paris, 1855—1859. — (Societé de l'Histoire de France).
- Histoire de Charles VII. T. I (1407—1444), éditée et traduite par Charles Samaran. — Paris, 1933; T. II (1444—1450), éditée par Charles Samaran et H. Surirey de Saint-Remy. — Paris, 1944. — (Les Classiques de l'Histoire de France au Moyen Âge).
- L'histoire de Louis XI de Thomas Basin, éditée et traduite par Charles Samaran. — Volumes I—III. — Paris: Belles-Lettres, 1963—1972. — (Les Classiques de l'Histoire de France au Moyen Âge).
- Apologie ou Plaidoyer pour moi-même, éditée et traduite par Charles Samaran. — Paris: G. de Groer, 1974.